# Kemecsei járás
A Kemecsei járás Szabolcs-Szatmár-Bereg vármegyéhez tartozó járás Magyarországon, amely 2013-ban jött létre. Székhelye Kemecse. Területe 246,41 km², népessége 22 185 fő, népsűrűsége pedig 90 fő/km² volt 2013. elején. 2013. július 15-én két város (Kemecse és Demecser) és kilenc község tartozott hozzá.
A Kemecsei járás a járások 1983-as megszüntetése előtt is létezett, ezen a néven az 1950-es járásrendezéstől kezdve, korábbi neve Nyírbogdányi járás volt. Székhelye mindvégig Kemecse volt, és 1956-ban szűnt meg.

## Települései
| Település   | Rang (2013. július 15.) | Közös hivatal | Kistérség (2013. január 1.) | Népesség (2013. január 1.) | Terület (km²) |
| ----------- | ----------------------- | ------------- | --------------------------- | -------------------------- | ------------- |
| Kemecse     | járásszékhely város     | Kemecse       | Ibrány-Nagyhalászi          | 4 792                      | 38,94         |
| Demecser    | város                   |               | Ibrány-Nagyhalászi          | 4 284                      | 36,98         |
| Berkesz     | község                  | Nyírtét       | Baktalórántházai            | 855                        | 13,18         |
| Beszterec   | község                  | Kék           | Ibrány-Nagyhalászi          | 1 086                      | 11,59         |
| Gégény      | község                  |               | Ibrány-Nagyhalászi          | 1 975                      | 23,44         |
| Kék         | község                  | Kék           | Ibrány-Nagyhalászi          | 1 966                      | 22,04         |
| Nyírbogdány | község                  |               | Ibrány-Nagyhalászi          | 2 861                      | 35,03         |
| Nyírtét     | község                  | Nyírtét       | Baktalórántházai            | 1 088                      | 17,17         |
| Székely     | község                  | Nyírtét       | Ibrány-Nagyhalászi          | 1 046                      | 16,08         |
| Tiszarád    | község                  | Kék           | Ibrány-Nagyhalászi          | 568                        | 9,23          |
| Vasmegyer   | község                  | Kemecse       | Ibrány-Nagyhalászi          | 1 664                      | 22,73         |